# Шмалюк, Евгений Николаевич
Евгений Николаевич Шмалюк (род. 14 января 1976 года, Ленинград, СССР) — российский легкоатлет, специализирующийся в спортивной ходьбе. Чемпион России 1998 года. Двукратный зимний чемпион России по спортивной ходьбе (1999, 2000). Мастер спорта России международного класса.

## Биография
Евгений Николаевич Шмалюк родился 14 января 1976 в городе, Ленинград.
Лёгкой атлетикой стал заниматься в 1987 году в секции, которая работала в спортзале школы № 361 Московского района, где он учился. Тренировался под руководством заслуженных тренеров России Михаила Соколовского и Виктора Чёгина.

## Достижения
- Многократный Чемпион России среди юниоров.
- Рекордсмен Мира в с/х 20 км среди юниоров.
- II место на Чемпионате Мира среди юниоров 1994 г. — 10 000 м с/х.
- I место на Спартакиаде СНГ 1995 г. Юниоры — 10 000 м с/х.
- I место Кубок России 1996 г. — 20 км с/х.
- I место Летний Чемпионат России 1998г. - 20 км. с/х.
- I место Зимний Чемпионат России 1999 г. — 35 км с/х.
- I место Зимний Чемпионат России 2000 г. — 35 км с/х.
- II место Кубок Европы 2000 г. — 50 км с/х.